# I Say I Say I Say
I Say I Say I Say è il sesto album in studio del duo britannico Erasure, pubblicato nel 1994, anticipato dal singolo Always.

## Tracce
1. Take Me Back – 4:55
2. I Love Saturday – 4:02
3. Man in the Moon – 4:06
4. So the Story Goes – 4:08
5. Run to the Sun – 4:25
6. Always – 3:57
7. All Through the Years – 4:59
8. Blues Away – 5:01
9. Miracle – 4:12
10. Because You're So Sweet – 4:17